# Férfi hármasugrás a 2013. évi nyári európai ifjúsági olimpiai fesztiválon
A 2013. évi nyári európai ifjúsági olimpiai fesztiválon az atlétikai versenyszámok közül a férfi hármasugrás versenyeit július 17.-én rendezték Utrechtben.

## Döntő
| H     | Név                          | Nemzet        | 1            | 2           | 3            | 4            | 5           | 6           | E     | Mj |
| ----- | ---------------------------- | ------------- | ------------ | ----------- | ------------ | ------------ | ----------- | ----------- | ----- | -- |
| Arany | Nazim Babayev                | Azerbajdzsán  | 15.06 (-0.1) | X           | X            | X            | 14.91 (1.6) | 15.53 (1.6) | 15.53 |    |
| Ezüst | Vitalii Pavlov               | Oroszország   | 14.69 (0.8)  | X           | 14.95 (0.9)  | X            | 15.03 (1.1) | 14.88 (1.6) | 15.03 |    |
| Bronz | Alejandro Kedar Martinavarro | Spanyolország | 14.49 (0.6)  | 14.03 (1.6) | 14.41 (-0.3) | X            | 14.73 (1.9) | 14.37 (0.4) | 14.73 |    |
| 4.    | Valentin Stefan Scanghel     | Románia       | X            | X           | 14.26 (1.6)  | 14.52 (2.6)  | X           | 14.27 (0.0) | 14.52 |    |
| 5.    | Goga Maglakelidze            | Grúzia        | 14.21 (2.0)  | 14.28 (1.1) | 14.11 (0.9)  | 14.31 (-0.7) | 14.38 (2.7) | 14.12 (0.6) | 14.38 |    |
| 6.    | Nagy Csaba Olivér            | Magyarország  | X            | 14.05 (1.5) | X            | X            | X           | 14.29 (1.7) | 14.29 |    |
| 7.    | Necati Er                    | Törökország   | 14.02 (1.3)  | 13.91 (2.3) | 13.46 (0.9)  | -            | -           | -           | 14.02 |    |
| 8.    | Mathieu Amouroux             | Franciaország | 13.93 (2.4)  | 13.81 (1.1) | 13.43 (1.1)  | 13.71 (0.7)  | 13.79 (1.9) | 13.78 (1.0) | 13.93 |    |
| 9.    | Titas Barkus                 | Litvánia      | 13.92 (1.5)  | X           | 13.29 (1.4)  |              |             |             | 13.92 |    |
| 10.   | Suad Bashku                  | Albánia       | 13.04 (0.7)  | 12.68 (1.5) | 12.65 (1.2)  |              |             |             | 13.04 |    |
| 11.   | Vardan Nikolayan             | Örményország  | X            | X           | 12.79 (0.4)  |              |             |             | 12.79 |    |
| 12.   | Aleksejs Sidorovs            | Lettország    | 11.48 (2.1)  | X           | -            |              |             |             | 11.48 |    |
| -     | Hans-Christian Hausenberg    | Észtország    | X            | X           | X            |              |             |             | -     | NM |